# Suide
Suidele (Suidae) este o familie de mamifere ungulate omnivore sau erbivore care cuprind porcul domestic, mistrețul și alți porci sălbatici (facocerii, potamocerii etc.). Sunt răspândite în Eurasia, Africa, Madagascar, Japonia, Taiwan, Filipine și Indonezia. În general, ei trăiesc în zonele împădurite, dar ies și prin locuri deschise și în culturi. Suidele, din care au rezultat porcii domestici, sunt surse de carne foarte importante. Unele au importanță cinegetică, însă altele sunt combătute, deoarece produc daune în culturi.
Suidele au botul trunchiat care se termină cu un rât discoidal ce servește pentru râmat. Nările sunt situate terminal pe rât. Ochii sunt mici. Urechile, lungi, au adesea un smoc de peri către vârf. Au pielea groasă, acoperită cu păr rar și aspru sau sunt complet lipsite de peri; la unele suide există și o coamă. Vârful cozii este acoperit cu peri aspri. Picioarele sunt tetradactile, cu 4 degete învelite în copite, dar calcă numai pe degetele mijlocii, pe când cele laterale sunt așezate mai sus în urma lor și sunt mai scurte; ele nu ating solul decât atunci când coboară pante de deal sau se înfundă în mlaștini sau în noroi. Suidele au 44 de dinți, cu excepția genurilor Babyrousa și Phacochoerus, care au numai 34. Caninii sunt transformați în colți puternici, ce proeminează din gură. Caninii superiori sunt mai mari decât cei inferiori și cresc lateral și posterior; caninii inferiori cresc în sus și au vârfurile îndreptate posterior. Colții sunt mai mari la masculii adulți. La Babyrousa, caninii superiori cresc în sus, străpungând pielea și deasupra botului își îndoaie vârfurile posterior și apoi în jos, până aproape ating fruntea. Stomacul este scurt și simplu sau incomplet împărțit în două camere, de tipul nerumegătoarelor.
Femelele au câte 3-6 perechi de mamele abdominale și pectorale. Nasc 2-14 purcei, gestația durează 112-175 de zile. Purcei la cele mai multe specii, excepție făcând cei ai raselor domestice din genul Sus, au dungi longitudinale mai deschise decât culoarea de bază. Puii sunt dungați pe spate, excepție făcând cei ai raselor domestice din genul Sus. În general, suidele sunt animale sălbatice și agresive. Când trebuie să se apere, o fac cu tot curajul, adeseori reușind să omoare cămile și tigri; cele mai bune arme le sunt colții. Suidele sunt mamifere gregare, adunându-se câte 40-50 de indivizi; facocerii fac deseori excepție, fiind mai mult solitari. Suidele sunt active mai mult noaptea, mai ales în locurile în care trebuie să se ferească de oameni. Înoată foarte bine și le place să se tăvălească prin nămol. Deși au picioarele relativ scurte, în fugă pot atinge viteze destul de mari. Își fac culcușuri prin ierburile înalte, prin stufărișuri sau își sapă gropi în pământ sau le ocupă pe cele săpate de alte mamifere. Se hrănesc cu fructe, semințe, rădăcini, bulbi și tuberculi, frunze, iarbă, ciuperci, larve și insecte adulte, viermi, melci, șerpi, șopârle, ouă, păsări, șoareci și șobolani. Unele suide râmă adânc pământul și sapă cu colții pentru a-și căuta hrana.
Suidele au mult mai multe specii dispărute decât cele actuale și paleontologii le-au repartizat în câteva subfamilii.